# Komedija od Raskota
Komedija od Raskota, farsa, seljačka komedija sastavljena posljednjih desetljeća 16. stoljeća na otoku Hvaru. Atribuira ju je se Hvaraninu Martinu Benetoviću. Predstavlja nastavak Držićeva rada; premda Marin Držić nije imao izravnih sljedbenika u hrvatskome kazalištu i književnosti, u neprekidnom dodiru s europskom književnošću nastale su u duhu njegovih komedija i farsa, Komedija od Raskota i Hvarkinja. Djelo je trgovca i pučanina, dobra poznavatelja rustikalnih komedija Ruzzantea, koji je imao prigodu pratiti predstave komičara dell’arte u Mletcima. Ipak, u kazalištima ju se naslovljuje kao djelo nepoznata pisca.
Djelo je sačuvano u samo jednom prijepisu. Prepisao ga je hvarski, jelšanski magistar Vice Šašić-Burata, prvo 1747. (danas izgubljen) te ponovno 1794. godine. Na manjkavo sačuvan prijepis naslanjaju se dvije bilješke, jedna hrvatska i jedna talijanska. Priredio je i izdao Franjo Fancev 1929. godine.
U hrvatskim kazalištima izvedena je u Gavelli (premijerno 1. studenoga 1961.), ali i u drugima.
Likovi u predstavi su (u zagradama poznati glumci koji su ih glumili):
- Rasko: Ante Dulčić
- Cvita: Zdenka Anušić
- Sladoj, njen otac: Mirko Vojković
- Bogdan: Emil Glad
- Duklin: Ljubomir Kapor
- Remeta: Andro Lušičić
- Don Jadrija: Mato Ergović

Za izvedbu ju je priredio i dopunio povjesničar književnosti Nikica Kolumbić.
Poznate kazališne osobe koje su radile na predstavi:
- redatelji: Božidar Violić
- scenografi: Miše Račić
- kostimografi: Jagoda Buić
- scenski glazbenici: Antun Dobronić i Jelšanski tanci,
- oblikovanje maske: Jurica Gabriša